# Un mur à Jérusalem
Pour plus de détails, voir Fiche technique et Distribution.
Un mur à Jérusalem est un film français réalisé par Frédéric Rossif et sorti en 1968.

## Synopsis
Des documents d'archives présentent les événements et les personnalités relatifs à la fondation et au développement de l'État d'Israël. Depuis l'époque de l'Affaire Dreyfus, au travers du parcours de Theodor Herzl, père du Sionisme, jusqu'à la Guerre des Six Jours.

## Fiche technique
- Titre : Un mur à Jérusalem
- Réalisation : Frédéric Rossif et Albert Knobler
- Scénario : Frédéric Rossif
- Commentaire : Joseph Kessel
- Montage : Françoise Duez
- Musique : Simla Aroum
- Production : Jo Siritzky, Samy Siritzky
- Directrice de production : Michelle Wiart
- Sociétés de production : Télé Hachette - Athos Films
- Société de distribution : Parafrance
- Pays d'origine :  France
- Durée : 91 minutes
- Dates de sortie : France : 20 novembre 1968

## Distribution (voix)
- Bérangère Dautun
- Georges Descrières
- Michel Bouquet
- et, pour la version en langue anglaise, Richard Burton